# Markersdorf
Markersdorf (hornolužickosrbsky Markoćicy) je obec v Horní Lužici v německé spolkové zemi Sasko. Nachází se v zemském okrese Zhořelec a má přibližně 3 800 obyvatel. Přímo obcí prochází železnice ze Zhořelce do Löbau, severně od obce vede dálnice A4.

## Historie
První zmínka o obci je z roku 1360. Blízkost důležitého města Zhořelce podporovala rozkvět obce, ale také měla za následek větší problémy v období válek. Obec byla postižena za husitských válek, za třicetileté války i za sedmileté války. Za napoleonských válek zde v přítomnosti Napoleona zemřel francouzský generál Géraud Duroc (víceméně v rámci bitvy u Budyšína), možná v souvislosti s tím se obci občas říkalo Napoleonsdorf.